# 성군
성군(星群)은 공식적인 별자리가 아니면서 지구상에서 보이는 하늘의 별들로 모양을 이룬 것을 말한다. 실제로 별들이 모여 있는 성단(星團)과는 구별된다. 성군은 하나 또는 여러 개의 별자리로 구성될 수도 있다. 알아보기 쉬운 간단한 형태의 성군은 밤하늘에서 방향을 찾는 데 도움이 되기도 한다.

## 같이 보기
- 별자리